# Turisind
Turisind (Latijn: Turisindus, gestorven omstreeks 560) was koning der Gepiden, een Oost-Germaans Gotisch volk, van circa 548 tot 560. Hij was de voorlaatste Gepidische koning, en volgde koning Elemund op door een staatsgreep te organiseren en de zoon van de koning in ballingschap te dwingen. Het koninkrijk van Turisind, dat bekendstond als Gepidia, bevond zich in Centraal-Europa en had als centrum Sirmium, een voormalige Romeinse stad aan de Donau.
Zijn heerschappij werd gekenmerkt door meerdere oorlogen tegen de Longobarden, een Germaans volk dat was aangekomen in de voormalige Romeinse provincie Pannonië onder leiding van hun koning, Audoin. Turisind kwam ook oog in oog te staan met de vijandigheid van het Byzantijnse Rijk, dat boos was over de Gepidische overname van Sirmium en dat stond te popelen om de Gepidische macht in de Pannonische vlakte, een vlakte die het grootste gedeelte van het moderne Hongarije en andere aangrenzende staten bedekte, te verminderen. Het Byzantijnse plan om de Gepidische macht te verminderen trad in werking toen Audoin Turisind beslissend had verslagen in 551 of 552. De Byzantijnse keizer Justinianus I dwong beide leiders een vredesakkoord te tekenen zodat het evenwicht in de Pannonische vlakte kon hersteld worden.
Turisind verloor zijn oudste zoon, Turismod, in de Slag bij Asfeld, waar de prins gedood werd door Alboin, zoon van Audoin. Omstreeks 560 stierf Turisind en werd hij opgevolgd door zijn overgebleven zoon Cunimund, die gedood werd door Alboin in 567. De dood van Cunimund betekende het einde van het Gepidische koninkrijk en het begin van de verovering van hun grondgebied door de bondgenoten van de Longobarden, de Avaren, een nomadisch volk dat migreerde van de Euraziatische steppe.